# آزمون تیزهوشان
آزمون تیزهوشان(سمپاد) آزمونی تستی چهار گزینه‌ای  است که برای ورود به سازمان ملی پرورش استعداد های درخشان (سمپاد) از دانش آموزان گرفته می‌شود. این آزمون برای دانش آموزان پایه‌های ششم  است و برای عبور از مقطع تحصیلی پیشین و ثبت نام در مقطع بعدی در مدرسه‌های استعدادهای درخشان است. به گفته منابع مختلف دانش آموزان زیادی برای عدم پذیرش در این آزمون دچار  افسردگی میباشند . 
در برخی منابع از افسردگی ی دانش اموزان صحبت شده است،اما بسیاری از دانش اموزان والدین باتجربه در سمپاد این مبحث را بسته به حساسیت روانی دانش اموز ربط میدهند
کشور ایران با حمایت از دانش آموزان با بهره هوشی ی بالا از طریق سمپاد در ذهنیت افراد سمپادی چه با امتیاز هوشی ی بالا و چه متوسط ان هارا به یک طبقه ی هوشی ی بالا می‌رساند،به گفته ی برخی منابع با وجود نام تیزهوشان در فرهنگ عامه این مدارس اکثرا دانش آموزان کوشش گر نه تیزهوشان را در دسترس دارد،همچنان رئیس اسبق سمپاد،فاطمه مهاجرانی این را تایید و گفت:ما نمی‌توانیم به قطعیت تیزهوش بودن دانش آموزان سمپاد را مشخص کنیم.
در پایه ششم برای ورود به مقطع متوسطه اول و همچنین در پایه نهم برای ورود به مقطع متوسطه دوم.(لازم به ذکر است که آزمون ورودی در مقطع متوسطه اول به دوم «نهم به دهم» این آزمون جنبه تکمیل ظرفیت دارد.)
هدف از تأسیس مدارس تیزهوشان، یافتن استعدادها و پرورش خلاقیت دانش‌آموزان با بهره هوشی بالا است تا این استعدادها از آیندهٔ خوبی برخوردار شوند. در مدارس تیزهوشان معمولاً از تمام توان یک دانش‌آموز بهره برده می‌شود و تمام تمرکز  بر روی یادگیری عمیق مفاهیم درسی است. تفاوت مدارس تیزهوشان با مدارس دیگر در هدف و نوع تدریس این مدارس است؛ در مدرسه‌هایی تحت عنوان تیزهوشان، آموزش در سطح بالاتری صورت می‌گیرد که به افزایش توانایی و استعداد  افراد در دروس گوناگون منجر می‌شود و معلمان با سابقه و نمونه در این مدارس تدریس می‌کنند. دکتر علی اکبری و سبحان قدمی در این مدارس تحصیل کرده اند.

## ساختار
طبق درصد، هر دانش آموز در مدرسه مورد علاقه خود می‌تواند تحصیل کند ولی باید حد نصاب نمره آن منطقه یا مدرسه را کسب کرده باشد. در حالت معمول تعداد سوالات بالای ۶۰ و پایین‌تر از ۱۲۰ است.

برای هر پایه مذکور مربوطه هر پاسخ صحیح یک نمره مثبت، نزده بدون امتیاز و هر سه عدد پاسخ اشتباه یکی از پاسخ‌های صحیح را از بین می‌برد.

### ششم به هفتم

#### سوالات
در آزمون تیزهوشان پایه ششم، سوالات شامل مباحث استعداد تحلیلی و هوش است و از مباحث درسی (استعداد تحصیلی) آزمون به عمل نمی‌آید.این آزمون برای پایه ی ششم شامل 120 سوال است که شامل دفترچه ی اول هوش و استعداد تحلیلی با 60 سوال و دفترچه ی دوم با 60 سوال سرعت و دقت می شود.زمان این ازمون 100 دقیقه است.

#### شرایط ثبت‌نام
1. اشتغال به تحصیل دانش‌آموز مربوطه در پایه ششم دبستان.
2. کسب نمره توصیفی 《خیلی خوب》 در کلیه دروس نوبت دوم پایه پنجم ابتدایی و نوبت اول پایه ششم دبستان (اگر دانش‌آموز مربوطه در یک درس مقیاس 《خوب》 کسب کرده باشد، ثبت‌نام وی بدون مانع است).[۹]

### نهم به دهم

#### سوالات
در آزمون تیزهوشان نهم به دهم، سوالات شامل دو بخش استعداد تحلیلی (هوش) و استعداد تحصیلی می‌باشد. طبق آخرین بخشنامه سمپاد، استعداد تحلیلی ۵۰ سؤال دارد و استعداد تحصیلی هم ۷۵ سوال دارد. استعداد تحصیلی شامل مباحث درسی قرآن و معارف اسلامی (قرآن و پیام‌های آسمانی)، زبان و ادبیات فارسی، مطالعات اجتماعی (تاریخ، مدنی و جغرافی)، علوم‌تجربی و ریاضیات و عربی است. در بخشنامه هر سال تغییراتی رخ می‌دهد اما یک مسئله ثابت در این آزمون بالا بودن همیشگی ضریب دروس تخصصی است که شامل ریاضیات، علوم‌تجربی و زبان و ادبیات فارسی می‌شود.
| سوالات استعداد تحلیلی | تعداد سوالات | مدّت زمان پاسخگویی |
| --------------------- | ------------ | ----------------- |
| استعداد تحلیلی        | ۵۰           | ۵۰ دقیقه          |

| قرآن و پیام‌های آسمانی (قرآن و معارف اسلامی) | ۱۰ | ۲ | ۲1 | ۲ | ۲ | ۲ | زبان و ادبیات فارسی | ۲ | ۱۵ | ۲ | ۲ | ۲ | ۲ | مطالعات اجتماعی (تاریخ، مدنی و جغرافی) | ۱۰ | ۳ | ۲ | ۲ | ۲ | ۲ | علوم‌تجربی | ۱۵ | ۳ | ۳ | ۳ | ۳ | ۳ | ریاضیات | ۱۵ | ۳ | ۳ | ۳ | ۳ | ۳ | جمع کل | ۷۵ |  |  |  |  |

#### شرایط ثبت‌نام
1. اشتغال به تحصیل دانش‌آموز در پایه نهم متوسطه اول.
2. دارای حداقل معدل کل سالانه17 در پایه هشتم و نهم.[۹]

.